# ジョナタン・エスペリクエタ
ホルヘ・ジョナタン・エスペリクエタ・エスカミージャ（Jorge Jonathan Espericueta Escamilla, 1994年8月9日 - ）は、メキシコ・モンテレイ出身の元サッカー選手。現役時代のポジションはミッドフィールダー。

## 経歴
2012年9月、18歳でUANLティグレスの一員としてCONCACAFチャンピオンズリーグでプロデビューした。

## 代表歴
メキシコ代表として2011 FIFA U-17ワールドカップに出場し優勝に貢献し、自身もシルバーボールを獲得した。

## 所属クラブ
- UANLティグレス 2012-2019

→ ビジャレアルCF B 2014
→ アトレティコ・サンルイス 2017-18
→ プエブラ 2018-2019
- アトレティコ・ベラクルス 2020-2021

## タイトル
代表
- 2011 FIFA U-17ワールドカップ

個人
- 2011 FIFA U-17ワールドカップ ブロンズボール